# Mihai Ursu
Mihai Ursu (n. 29 august 1951, satul Lozova, raionul Strășeni) este un istoric și muzeograf din Republica Moldova. Din anul 1985 și până în prezent exercită funcția de director general al Muzeului Național de Etnografie și Istorie Naturală din Chișinău.

## Biografie

### Primii ani, educație
În anul 1968, după absolvirea școlii medii din satul natal, continuă studiile la Facultatea de Istorie a Universității de Stat din Moldova. În anul 1973 debutează în profesia de muzeograf, fiind angajat la Muzeul republican „G. I. Kotovski și Gh. Lazo”, unde va lucra până în 1981. În anii 1981-1985 deține funcția de director al Muzeului Republican al Comsomolului din Moldova. 

### Muzeograf
Ca director al instituției muzeale a contribuit la restaurarea clădirii muzeului (1985-1989), la crearea expoziției tematice a muzeului „Natura. Omul. Cultura”, la reanimarea ideii de creare a Muzeului Satului, la conservarea mai multor monumente de arhitectură populară. A participat la elaborarea Programului de Stat de Edificare a Muzeului Satului în Republica Moldova. În anii 1989-2009 a fost preocupat de restaurarea Grădinii Botanice a muzeului și crearea în cadrul ei a unui Vivarium cu expoziții de păsări, reptile și pești decorativi, care a devenit un loc atractiv pentru publicul vizitator, un centru important de educație ecologică.
Timp de 25 de ani a promovat ideea reîntregirii complexului arhitectural al muzeului, în formatul pe care l-a avut acesta până la cel de al II-lea Război Mondial, efort care s-a încununat cu succes în anul 2010. În prezent este preocupat de elaborarea unor proiecte de revitalizare, restaurare și punere în valoare a întregului complex muzeal, de creare a noilor spații expoziționale și a unor condiții adecvate pentru păstrarea valoroaselor colecții patrimoniale.
Este participant la manifestări științifice naționale, autor a peste 70 de publicații.

### Legislație
Ca membru al Colegiului Ministerului Culturii a participat la crearea cadrului legislativ în domeniu, contribuind la elaborarea Legii muzeelor, a Legii privind protejarea patrimoniului cultural mobil. A participat la elaborarea Strategiei de Dezvoltare a Turismului, la evaluarea potențialului turistic muzeal și la implementarea diferitelor proiecte în domeniu.

### Carieră universitară și post-universitară
A susținut pregătirea cadrelor pentru muzee, organizând stagii practice la muzeu ale muzeografilor de la muzeele cu profil etnografic din toată republica, a studenților de la Unversitatea de Stat din Moldova, Universitatea Pedagogică de Stat Ion Creangă din Chișinău, Academia de Muzică, Teatru și Arte Plastice, Academia de Studii Economice din Moldova.
Din anul 2000 este angajat ca lector superior la catedra Management Artistic și Culturologie a Academiei de Muzică, Teatru și Arte Plastice, unde ține un curs de muzeologie. În anul 2009, în cadrul unui program susținut de UNESCO și ICOM, a organizat la Chișinău trainingul național „Managementul Național” cu participarea muzeografilor din republică.
Este membru ICOM Moldova, membru al Comisiei Naționale UNESCO pentru Republica Moldova, membru al Consiliului Național al Monumentelor Istorice, membru al Comisiei Naționale a Muzeelor și Colecțiilor, membru al Asociației cultural-știinșifice „Museion”.
Activitatea profesională a lui M. Ursu a fost apreciată prin conferirea titlului onorific Om Emerit, prin decorarea cu medalia „Meritul civic” (1994) și Ordinul „Gloria Muncii” (2001). 

## Opera
- Ursu M., Franz Ostermann (Chișinău 2004).
- Ursu M., Particularitățile creării Muzeului Satului în Republica Moldova. Academos, 1-2, 2008, 97-103.
- Ursu M., Muzeului Național de Etnografie și Istorie Naturală din Chișinău. Ghid (Chișinău, 2009).
- Ursu M., Necesitatea cercetării și muzeificării complexului monastic rupestru Horodiște (Țâpova). Buletin științific al Muzeului național de etnografie și istorie naturală 11 (24), 2009, 300-307.